# Ludwig Adam Kunz

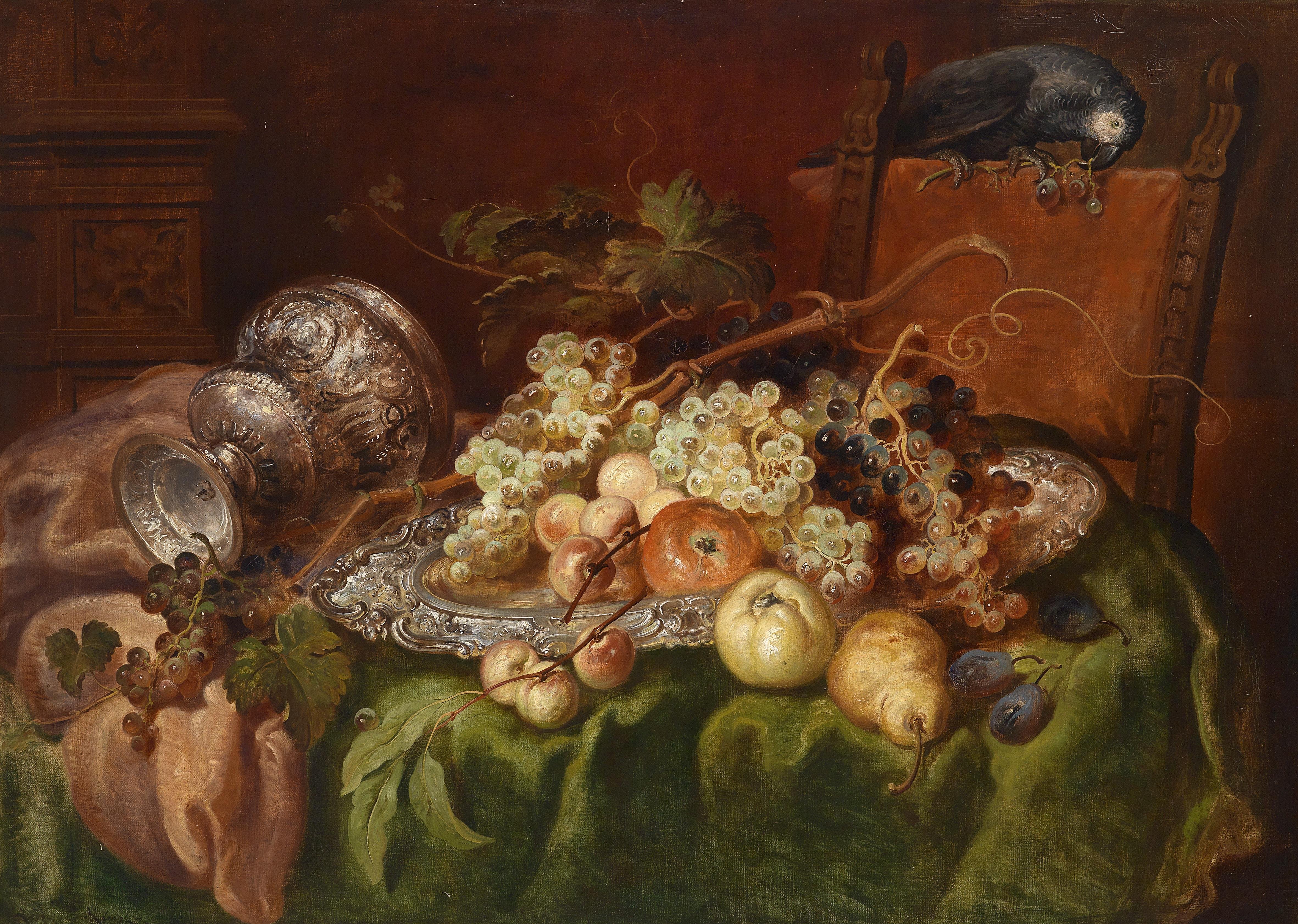
Früchtestillleben mit Ziergegenständen und Papagei (1929)

Ludwig Adam Kunz (* 3. Juni 1857 in Wien; † 15. April 1929 in München) war ein österreichisch-deutscher Maler.

## Leben
Adam Kunz studierte zuerst Bildhauerei bei Viktor Tilgner, dann ab 1876 Malerei an der Akademie der bildenden Künste Wien und beendete 1878 sein Studium an der Münchner Königlichen Akademie der Künste bei Franz von Lenbach und Friedrich August von Kaulbach. 
Anfänglich schuf er verschiedenartige Bilder (Landschaft, Genre, Akt, Stillleben), seit seinem Aufenthalt 1885 in Paris bei Mihály von Munkácsy widmete er sich fast ausschließlich dem Stillleben nach Art der altniederländischen Malerei. Von 1885 an wohnte Kunz im Asam-Schlössl in Thalkirchen, welches er im Auftrag des Architekten Gabriel von Seidl für das Nationalmuseum malte. 1900 wurde das Bild dort ausgestellt. 1896 wurde er zum Professor an der Münchner Akademie berufen.